# 3 mai 1965
Le lundi 3 mai 1965 est le 123e jour de l'année 1965.

## Naissances
- Adolf Hirner, sauteur à ski autrichien.
- Bae Ki-Tae, patineur de vitesse sud-coréen.
- Fran Escribá, footballeur espagnol.
- Frank Barbian, directeur de la photographie franco-allemand.
- Ignace Ephrem II Karim, primat de l'Église syriaque orthodoxe.
- John Jensen, footballeur danois.
- Magnus Öström, batteur de jazz.
- Mark Cousins, réalisateur irlandais.
- Michael Marshall Smith, romancier britannique.
- Mikhaïl Prokhorov, homme d'affaires russe.
- Patrick Baur, joueur de tennis allemand.
- Paul Van Miert, politicien belge.
- Philippe Casenave, diplomate français.
- Rob Brydon, acteur britannique.
- Sabrina Belleval, mannequin française.
- Tarja Mulari, skieuse finlandaise spécialisée dans le ski de vitesse.
- Tony Wegas, chanteur autrichien.

## Décès
- Árpád Szakasits (né le 6 décembre 1888), personnalité politique hongroise.
- Alajos Keserű (né le 8 mars 1905), joueur de water-polo hongrois.
- Frantisek Cejnar (né le 1er octobre 1917), joueur de tennis tchèque.
- Kansuke Naka (né le 22 mai 1885), écrivain japonais.
- Louis Puy (né le 23 décembre 1911), personnalité politique française.
- Vittoria Lepanto (née le 15 février 1885), actrice italienne.

## Événements
À la suite de bombardements dans les villages cambodgiens frontaliers, Norodom Sihanouk rompt les relations diplomatiques avec les États-Unis.